# 主从模式
主从模式又名主仆模式，是一种概念模型，将设备分为主设备和从设备，主设备负责分配工作并整合结果，或作为指令的来源；从设备负责完成工作，一般只能和主设备通信。

## 命名争议
从设备的英文名称（slave）引发广泛争议，因为这可能暗示奴隶制度，从而具有冒犯性。因此提出了一些代替的用语，如primary/replica、leader/follower等。洛杉矶县曾呼吁避免使用该词语。全球语言监察组织宣布slave为2004年最不政治正确的词语。